# 赫雷斯德尔马尔克萨多
赫雷斯德尔马尔克萨多，是西班牙安达卢西亚自治区格拉纳达省的一个市镇。总面积83平方公里，总人口1100人（2001年），人口密度13人/平方公里。